# فينسيكليدين
الفينسيكليدين (بالإنجليزية: phencyclidine)‏، ويعرف اختصاراً بـ PCP، هو عقار طورته إحدى شركات الأدوية الأمريكية (Parke-Davis) في خمسينيات القرن العشرين، واستخدم كمخدر للعمليات الجراحية. ما تم ملاحظته أن الأشخاص بعد العملية الجراحية قد أصبح لديهم تأثيرات جانبية ملحوظة، مثل: الهلوسة والهذيان وعدم التوجه. ونتيجة لذلك، سحبت هذه المادة من السوق في عام 1965 ومنع استخدامها للبشر، وسُمح للأطباء البيطريين فقط باستخدامها في الجراحة عند الحيوانات. ولكن تم إساءة استخدامه من قبل البعض وهذا ما أدى إلى سحبه من السوق كلياً في عام 1978.
يتم تصنيع مادة الـ PCP بطريقة غير مشروعة حالياً، وتباع في الشوارع الأمريكية بأسماء مختلفة مثل : مثل "angel dust" أو "lovely". يمكن للـ PCP أن تؤكل أو تنشق أو تدخن أو تحقن. على الرغم من أن استخدام الـ PCP قد انخفض انخفاضًا ملحوظًا منذ عام 1979، ولكن أظهرت دراسة في عام 2009، أن 2.5٪ من الناس فوق سن ال 12 أفادوا بأنهم جربوا الـ PCP. إحصائياً، نسبة الذكور أكثر من الإناث.

## تأثيراته على الجهاز العصبي
للـ PCP خصائص مهلوسة وكذلك تأثيرات منبه (stimulant) ومخمدة (depressant) بنفس الوقت. وكثيراً ما تؤدي هذه التأثيرات التي لا يمكن التنبؤ بها إلى ضغط نفسي كبير (distress)، وتقلب في المزاج (mood swings)، وتخليط ذهني (confusion). يثبط الـ PCP ناقلاً عصبياً يدعى الغلوتامات، يساهم هذا الناقل في الإحساس بالألم والاستجابة إلى البيئة المحيطة بالشخص ويؤثر أيضاً في الذاكرة. في الجرعات المنخفضة، ينتج الـ PCP زيادة مفاجئة في ضغط الدم ومعدل النبض والتنفس. وقد يحدث أيضاً تبيغاً في الوجه وتعرقاً غزيراً وخدراً في الأطراف. أفاد بعض الناس بأنهم شعروا بتجارب الخروج من الجسد (Out-of-body experiences) وبإحساس المشي على سطح إسفنجي. أما في الجرعات العالية، يؤدي الـ PCP إلى انخفاض في ضغط الدم ومعدل النبض والتنفس. وقد يترافق ذلك بالغثيان والإقياء وعدم وضوح الرؤية وسيلان اللعاب وفقدان التوازن والدوار والهلوسة والتخليط الذهني والزور (paranoia) والكلام غير الواضح. قد يصبح المستخدمون فاقدي التوجه (disoriented) بشدة أو وقد يقدمون على الانتحار، وبالتالي قد يشكلون خطراً على أنفسهم والمحيطين بهم. ويمكن أن يحدث أيضاً، اختلاجات عصبية ومن ثم سُبات لينتهي الحال إلى الوفاة.
يمكن أن يؤدي استخدام الـ PCP إلى ظاهرة الاعتماد. فغالبا ما يتوق المستخدمون توقاً شديداً لهذا العقار، فهم يريدون أن يحصلوا على تأثيرات الـ PCP وهي مشاعر القوة والحصانة (invulnerability) من أي أذى والهروب من واقع الحياة. ويرتبط استخدام الـ PCP لمدة طويلة بفقدان الذاكرة وصعوبة في الكلام والتفكير، وربما يؤدي إلى تغييرات دائمة في القدرات الحركية الدقيقة.